# Ondřej z Brna (františkán)
Ondřej z Brna byl moravský františkán činný v 2. polovině 15. století. O jeho životě nevíme téměř nic, byl však řádovým písařem. Pro potřeby olomouckého nebo brněnského kláštera františkánů observantů opsal misál. Drobný papírový kodex (21x14 cm) bez jakékoli výzdoby – iluminací byl doplňkem k svazku s mešním kánonem (v této knize chybí). Rukopisný misál psaný bratrem Ondřejem je dokladem důrazu na řeholní chudobu v období rané františkánské observance záhy po misijní cestě Jana Kapistrána po střední Evropě, když běžně se liturgické knihy psaly na nákladnějším pergamenu, kaligrafickým písmem a alespoň se základní výzdobou dle finančních možností zadavatele. Kniha vznikla snad záhy po roce 1451, ne později než roku 1472. Papír pro rukopis koupili řeholníkům olomoučtí měšťané bratři Hofkircherové, přinejmenším později (počátkem 17. století) však kniha byla ve františkánském kostele sv. Bernardina v Brně za hradbami města.